# Malcolm Davies
Malcolm Davies (* 1951) ist ein britischer Gräzist.
Davies ist Tutor und Fellow am St John’s College, Oxford, und seit 1978 Lecturer an der Oxford University. Er trägt nunmehr den Titel eines Professors.
Davies arbeitet zur epischen Dichtung der Archaik und zur lyrischen Dichtung, insbesondere Stesichoros, und hat maßgebliche Fragmentsammlungen dazu herausgegeben. Ein weiterer Forschungsgegenstand ist Sophokles und seine Rezeption, insbesondere die der Elektra in der Oper Elektra von Strauss und in dem Drama von Hofmannsthal. Die Monographie über griechische Insekten ist von den Vorläufern des Biologen D’Arcy Thompson, A Glossary of Greek Birds (1936) und A Glossary of Greek Fishes (1947), inspiriert.

## Schriften (Auswahl)
- Lesser and Anonymous Fragments of Greek Lyric Poetry: A Commentary. Oxford University Press, 2021.
- The Aethiopis: Neo-neoanalysis reanalyzed. Harvard University Press, 2016.
- The Theban Epics. Harvard University Press, 2015.
- mit Patrick Finglass (Hrsg.): Stesichorus: Poems. Cambridge University Press, Cambridge 2015.
- Gilbert Murray and A. E. Housman, in: Christopher Stray, Gilbert Murray Reassessed: Hellenism, Theatre, and International Politics. Oxford UP, Oxford 2007.
- The three Electras: Strauss, Hofmannsthal, Sophocles and the tragic vision, in: Antike und Abendland 45, 1999, 36–65.
- Sophocles, Trachiniae. With introduction and commentary. Clarendon Press, Oxford 1991.
- (Hrsg.): Poetarum Melicorum Graecorum Fragmenta. Volume I: Alcman, Stesichorus, Ibycus. Post D. L. Page. Clarendon Press, Oxford 1991.
- (Hrsg.): The Epic Cycle. Bristol University Press 1989, second edition 2001.
- (Hrsg.): Epicorum Graecorum Fragmenta. Vandenhoeck & Ruprecht, Göttingen 1988.
- Prolegomena and paralegomena to a new edition (with commentary) of the fragments of early Greek epic. Vandenhoeck & Ruprecht 1986.
- mit Jeyaraney Kathirithamby: Greek Insects. Duckworth, London 1986.